# Johann Baptist Röschel

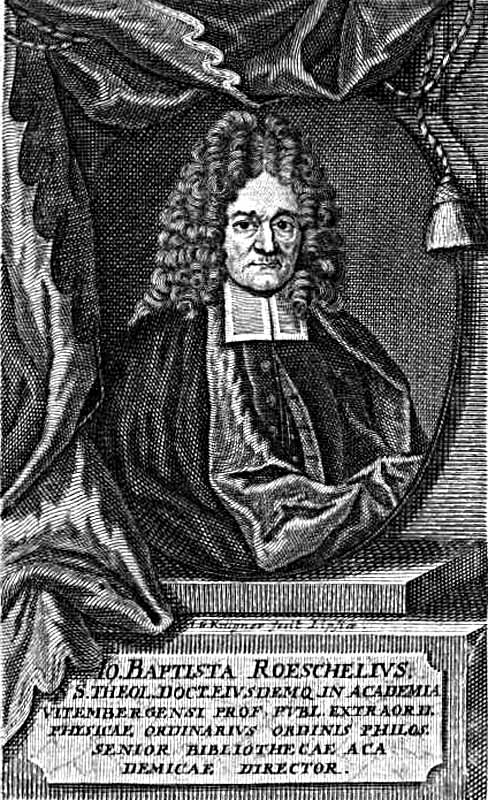
Johann Baptist Röschel

Johann Baptist Röschel, auch Roeschel, (* 9. Mai 1652 in Ödenburg; † 27. Mai 1712 in Wittenberg) war ein deutscher Physiker und lutherischer Theologe.

## Leben
Als einziges Kind eines angesehenen Kaufmanns namens Caspar Röschel und seiner Mutter Anna (geb. Spreitzin) geboren, mangelte es ihm in seiner frühsten Jugend an nichts. Nach dem Besuch des Gymnasiums seiner Heimatstadt, bezog er am 3. Mai 1672 die Universität Wittenberg. Der Wunsch seiner Eltern war, dass er ein Theologe wird. Daher fand er Aufnahme im Hause Michael Walthers und hörte bei Konrad Samuel Schurzfleisch an der philosophischen Fakultät. Nachdem er seinen Magister an der selbigen Fakultät am 16. Oktober 1677 gemacht hatte, fand er drei Jahre später am 10. Dezember 1680 Aufnahme als Adjunkt in dieselbige.
Im Anschluss daran unternahm er eine Bildungsreise und machte so die Bekanntschaft von Johann Christoph Sturm, Gottfried Thomasius, Gottfried Wilhelm Leibniz und Johann Ehrenfried Walter von Tschirnhaus. Zurückgekehrt nach Wittenberg, setzte er seine Vorlesungen fort, und damit er auch Vorträge in den theologischen Wissenschaften halten konnte, widmete er sich der Theologie. Durch seine Disputation „De fide Nicana“ fand er Aufnahme in die theologische Fakultät, was gleichbedeutend mit dem akademischen Grad eines Baccalaureus der Theologie ist. Als seine Eltern verstorben waren, erbte er eine damals nicht unansehnliche Summe von 20000 Talern. Damit baute er sich eine private Bibliothek auf und verlieh des Öfteren aus seinem Bestand Bücher. Dies bewog die Universität ihm zum Universitätsbibliothekar zu bestellen. Im März 1693 wurde er Professor der Physik.
Die Berufung des Theologen und Philosophen in das Lehramt der Physik bedeutete, dass keiner geeigneter schien, Gottlose und Ketzer zu bekämpfen als ein Theologe. Die Physik bringe die meisten Gottlosen hervor, weil die Naturforscher vornehmlich in der Natur die Gründe physikalischer Erscheinungen ermitteln müssen. Röschel züchtigte in Wort und Schrift unermüdlich jene Interpreten der Natur, deren Ansichten er möglichst an der Quelle, vornehmlich in von ihm erworbenen niederländischen, französischen und britischen Werken, aufsuchte. Ebenso wenig scheute er Kosten, um sich Instrumente für seine Experimentalvorlesungen anzuschaffen. Er nahm also sein eigentliches Lehrfach ernst.
Als er sich 1694 zusätzlich um die ausgeschriebene Professur der Logik und Metaphysik bewarb, konnte er auf etwa 20 in diesem Doppelfach gehaltene Collegia repetitoria und disputatoria zurückblicken. Naturgeschichte lehrte er auf der Basis der in den letzten 60 Jahren von naturwissenschaftlichen Akademien und Sozietäten erzielten neuen Erkenntnisse. Weil Mathematik zum Studium der Physik höchst nötig war und physikalische Demonstrationen ohne mathematische Kenntnisse nicht angestellt werden konnten, schaffte er sich auch seltene mathematische Bücher und teure Instrumente an.
1700 erwarb er sich am 21. April das Lizentiat und am darauf folgenden Tag den 22. April promovierte er zum Doktor der Theologie. Daraufhin bewarb er sich 1706 um eine außerordentliche theologische Professur und begründete seinen Antrag damit, dass ihm auf diese Weise eine „cathedra Theologica“ eröffnet würde. Er könne dann als Philosoph und Theologe auch gelegentlich „problema mixta“ behandeln, um auf der „reinen Lutherischen Akademie“ gegen Schriften polemisieren zu können, die auf dem Boden des Cartesianismus, Coccejanismus (Johannes Coccejus) und Poiretianismus (Pierre Poiret) stehen. Die theologische Fakultät erkannte in ihrem Gutachten seine Gelehrsamkeit in Philosophie und Theologie an, riet jedoch wegen seiner „schwachen Leibeskonstitution“, die seine Vorlesungstätigkeit beeinträchtige, von einer Berufung ab. Der König folgte dem Votum der Universität, die sich für Röschel wegen seiner Ausgaben in der Kirchengeschichte entschieden hatte.
Röschel ließ sich während dieser Verhandlungen einen Substituten, seinen Vetter Johann Heinrich von Heucher zuordnen. Wie die Universität erklärte, geschah das nicht deswegen, als ob er unfähig geworden wäre, die Physik-Professur zu verwalten, sondern darum, dass er so beide Fächer desto besser betreiben könne. Röschel selbst hatte 1705 in seinem diesbezüglichen Gesuch angegeben, wegen nachlassender Sehkraft nicht mehr allein die mechanischen, optischen, hydrostatischen, chemischen und anatomischen Observationen und Operationen ausführen zu können. Nachdem Röschel verstorben war, wurde seine Bibliothek versteigert.

## Familie
Aus seiner in Halle am 14. September 1700 geschlossenen Ehe mit Johanna Elisabeth Schrader (* 16. Juni 1676 in Halle (Saale)), der Tochter des Christoph Schrader (* 8. Juli 1642 Halle; † 9. Januar 1709 in Dresden), Konsistorialrat, Hof und Domprediger in Halle, später Superintendenten und Kirchenrat, Oberkonsistorialassessor und Pfr. Kreuzkirche Dresden und dessen erster Frau Catharina Barbara Brunner (* 1654; † 17. Juli 1683 in Halle), sind folgende Kinder bekannt:
- Johanna Magdalena Röschel (* 4. Februar 1702 in Wittenberg)
- Johann Samuel Röschel (* 22. Oktober 1704 in Wittenberg)
- Anna Magaretha Röschel (* 30. Dezember 1710 in Wittenberg)

## Werke
- Exercitatio academica ex historia philosophica de philosophia conciliatrice. Henckel, Wittenberg 1692. (Digitalisat)
- de criteriis veritatis physicae.
- Dodecas Positionum Physicarum De Initiis Rerum Naturalium. Schrödter, Wittenberg 1708. (Digitalisat)
- de historia Physices.
- de Physica ad certitudinem geometricam adspirante. Hake, Wittenberg 1796.
- Positiones, in quibus Cartensii, Gaffendi & recentissimorum quorumque Philosophorum sententias vocavit sub examen.
- de determiniatione motus.
- de nisu, ultima motus ratione. Kreusig, Wittenberg 1702. (Digitalisat)
- de Teletis, seu Graecorum Theologia physica.
- de Teletarum & mysteriorum traditione.
- de divino in macrocosmo.
- de thermometri natura & fide.
- de forma anni Patriarcharum antiquissima.
- de admiranda vi refractionis circa defectus horizontales, ad Plin. Lib. II. C. 13.
- de natura & consttutione Theologiae Exegeticae.
- de conscientia.
- MSturm alchymisticum.
- Sarcmasii Scholia.